# W-inds.~1st message~
《w-inds.〜1st message〜》(윈즈 ~퍼스트 메시지~)는 w-inds.의 첫 번째 앨범이다. 2001년 12월 19일 FLIGHT MASTER에서 발매하였다.

## 해설
데뷔 싱글곡인 〈Forever Memories〉, 2번째 싱글인 〈Feel The Fate〉, 그리고 3번째 싱글〈Paradox〉를 포함한 12곡이 수록되어 있다.
데뷔곡 후보에 있었던 ROUND&ROUND가 수록되어 있으며, Paradox는 인트로부분이 더해진 rumor style로 수록해 있다.
제작에 참가한 뮤지션은 하야마 히로아키, T2ya, 아쿠츠 켄타로, 하라 카즈히로 등이 참가하고 있다.
발매 후에는 요요기 공원에서 라이브&악수회를 포함한 대대적인 발매 이벤트를 전개하였다.
오리콘 차트에서 첫 번째 앨범으로 1위를 기록하였다. 또한 w-inds. 앨범들 중에서 가장 높은 순위이기도 하다.
초회한정반과 통상반의 자켓사진이 다르며, 대한민국에서는 2004년에 통상반이 라이센스로 발매되었다.

## 초회한정반 특전
- 초회한정 북케이스 사양
- 호화 32페이지 사진집
- 오리지널 스티커 1장 (4종류 중 1종)
- 특별 이벤트 참가 응모권
- 영화《Star Light》(w-inds. 첫 출연 영화) 특별할인권

## 트랙리스트
| CD |                       |                                                                   |      |
| 1  | You can't get away    | 작사 : 아쿠츠 켄타로 / 작곡 : 오사베 마사카즈 / 편곡 : BANANA ICE | 4:35 |
| 2  | Winding Road          | 작사, 작곡, 편곡 : T2ya                                           | 3:32 |
| 3  | Feel The Fate         | 작사, 작곡, 편곡 : 하야마 히로아키                                | 4:44 |
| 4  | Winter Story          | 작사, 작곡, 편곡 : 하야마 히로아키                                | 4:39 |
| 5  | Give you my heart     | 작사, 작곡, 편곡 : T2ya                                           | 5:21 |
| 6  | Paradox (rumor style) | 작사, 작곡, 편곡 : 하야마 히로아키                                | 5:03 |
| 7  | The New Generation    | 작사, 작곡, 편곡 : T2ya                                           | 3:44 |
| 8  | Forever Memories      | 작사, 작곡, 편곡 : 하야마 히로아키                                | 5:00 |
| 9  | Love you anymore      | 작사 : 아쿠츠 켄타로 / 작곡, 편곡 : 하라 카즈히로                 | 3:24 |
| 10 | ROUND&ROUND           | 작사, 작곡, 편곡 : T2ya                                           | 3:55 |
| 11 | Endless Moment        | 작사, 작곡, 편곡 : 하야마 히로아키                                | 4:22 |
| 12 | New-age Dreams        | 작사, 작곡, 편곡 : 하야마 히로아키                                | 4:49 |

## 차트 성적
- 최고순위 1위 (오리콘)
- 플래티넘 (일본 레코드 협회)